# Alicia V. Linzey
Alicia Vogt Linzey (* 27. Januar 1943 in Bloomingburg, New York als Alicia Terry Vogt) ist eine US-amerikanische Biologin und Mammalogin.

## Leben
1964 erlangte Linzey den Bachelor of Science und 1965 wurde sie zum Master of Science an der Cornell University graduiert. 1981 wurde sie an der Virginia Polytechnic Institute and State University zum Ph.D. promoviert. Von 1981 bis 1982 war Linzey Dozentin für Biologie am Roanoke College. Von 1982 bis 1985 war sie Assistenzprofessorin an der Indiana University of Pennsylvania, von 1985 bis 1988 war sie außerordentliche Professorin und von 1988 bis 2004 war sie Professorin für Biologie an der Indiana University of Pennsylvania. Von 2002 bis 2004 war sie stellvertretender Provost. 2004 ging sie als emeritierte Professorin in den Ruhestand. 
1988 wurde Linzey Vorstandsmitglied der American Society of Mammalogists (ASM). Von 1993 bis 1994 war sie zweite Vizepräsidentin, von 1994 bis 1996 erste Vizepräsidentin und von 1996 bis 1998 war sie Präsidentin der American Society of Mammalogists. 2023 wurde sie zur Treuhänderin der ASM gewählt.
Linzeys Forschungsinteressen umfassen die Populationsökologie und die Ökologie von Lebensgemeinschaften, verwandte Gebiete in der Naturschutzbiologie, einschließlich der Reaktionen auf Lebensraumstörungen, die Auswahl von Standorten für den Schutz von gefährdeten Säugetieren sowie die Ökologie und die Verbreitung der Afrikanischen Buschratten (Aethomys) im südlichen Afrika. Von 1992 bis 1993 war sie Mitarbeiterin des Sub-Saharan Africa Regional Research Program der Fulbright Association.
Im Jahr 2013 schrieb Linzey gemeinsam mit Christian Chimimba und Michael H. Kesner den Gattungseintrag und die Artbeiträge zu den Afrikanischen Buschratten (Aethomys) in Kingdons Mammals of Africa.

## Privates
Linzey war von 1963 bis 1983 mit dem Biologen Donald W. Linzey (* 1939) verheiratet. Aus dieser Ehe gingen zwei Söhne hervor. Seit 2005 ist sie erneut verheiratet.

## Auszeichnungen
2016 erhielt Linzey den Hartley H. T. Jackson Award der American Society of Mammalogists.

## Schriften (Auswahl)
- Donald W. Linzey, Alicia V. Linzey: Mammals of Great Smoky Mountains National Park, 1968
- Donald W. Linzey, Alicia V. Linzey: Alabama Wildlife, 1972
- Donald W. Linzey, Alicia V. Linzey: Snakes of Alabama, 1979